# Plagiothecium fuegianum
Plagiothecium fuegianum là một loài Rêu trong họ Plagiotheciaceae. Loài này được (Besch.) Dusén miêu tả khoa học đầu tiên năm 1903.